# 圣但尼勒加
圣但尼勒加（法語：Saint-Denis-le-Gast，法語發音：[sɛ̃ dəni lə ɡa]）是法国芒什省的一个市镇，属于库唐斯区。

## 地理
圣但尼勒加（48°56'25"N, 1°19'46"W）面积16.73 平方千米，位于法国诺曼底大区芒什省，该省份为法国西北部沿海省份，西、北、东北三面环大西洋，东起顺时针与卡爾瓦多斯省、奧恩省、马耶讷省和伊勒-维莱讷省接壤。
与圣但尼勒加接壤的市镇（或旧市镇、城区）包括：龙塞、拉巴莱讷、格里梅尼勒、昂比、朗格罗讷、圣马丹德瑟尼利、谢讷河畔加夫赖。
圣但尼勒加的时区为UTC+01:00、UTC+02:00（夏令时）。

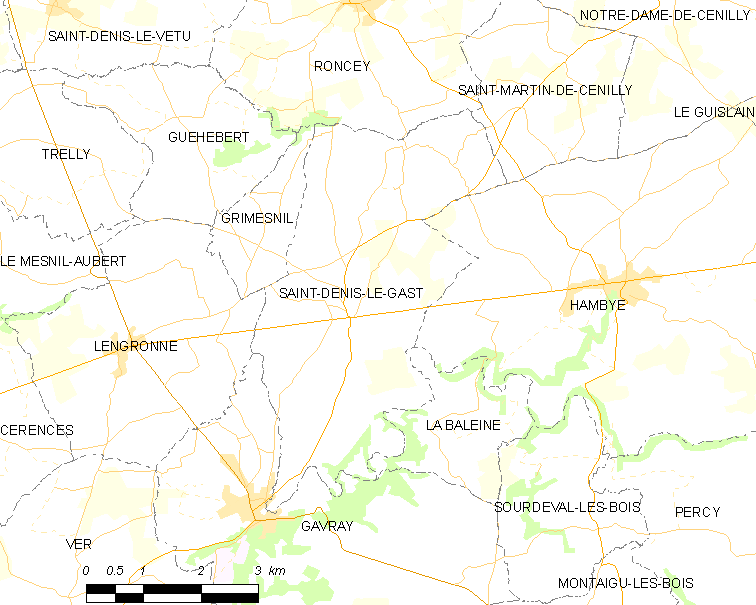
圣但尼勒加的OSM定位图

## 行政
圣但尼勒加的邮政编码为50450，INSEE市镇编码为50463。

## 政治
圣但尼勒加所属的省级选区为谢讷河畔凯特勒维尔县。

## 人口

1962-2008年间圣但尼勒加人口变化图示

圣但尼勒加于2022年1月1日时的人口数量为527人。